# Kassaskåpsavtalet
Kassaskåpsavtalet var en hemlig överenskommelse som de finländska borgerliga partiernas partiledare ingick före riksdagsvalet 1987. Enligt det i december 1986 undertecknade avtalet – som låstes in i ett kassaskåp – skulle de tre partierna (Centerpartiet, Samlingspartiet och Svenska folkpartiet) bilda en centerledd majoritetsregering om deras sammanlagda mandat i riksdagsvalet översteg etthundra (vilket blev fallet, de tre partierna erövrade totalt 105 mandat). Partiledarna förband sig vidare att inte inträda i en regering om de två andra partierna stod utanför. 
Aktionen understöddes av framträdande representanter för näringslivet och hade syftet att bana vägen till statsministerposten för centerledaren Paavo Väyrynen, som uppenbarligen hade för avsikt att från denna plattform utmana den sittande presidenten Mauno Koivisto i presidentvalet 1988. Den sistnämnde omintetgjorde planerna genom att agera kraftfullt och utse sin vän Esko Rekola till regeringssonderare och senare Harri Holkeri till regeringsbildare i stället för Samlingspartiets ordförande, riksdagens talman Ilkka Suominen, som var en av avtalets undertecknare. Holkeri bildade sedan tillsammans med socialdemokraterna den så kallade blåröda regeringen. 
Presidenten handlande motiverades av att kassaskåpsavtalet stred mot normal parlamentarisk praxis, partiernas riksdagsgrupper var inte medvetna om dess existens. Samtidigt stärktes hans egen ställning. Kassaskåpsavtalet utgjorde ett slags slutpunkt för den vandel av politiskt ränksmideri som stundom i iögonenfallande grad kännetecknat den så kallade andra republiken.